# John Cassini
John Cassini – kanadyjski aktor pochodzenia włoskiego, urodzony w Toronto w prowincji Ontario.

## Kariera
Za główną rolę męską Yuri’ego Kokoca w serialu telewizyjnym Robson Arms zdobył w 2005 roku nagrodę Leo oraz nominację do tej nagrody w 2007 roku. Był również dwukrotnie nominowany do nagrody Gemini.
Wystąpił obok Brada Pitta i Morgana Freemana w thrillerze Siedem (1995). Epizod zagrał w horrorze Halloween: 20 lat później (1998).

## Filmografia

### Filmy
| Rok  | Tytuł                                       | Rola                                         |
| ---- | ------------------------------------------- | -------------------------------------------- |
| 1992 | Pasja zabijania                             | Pasażer taksówki (nie wymieniony w czołówce) |
| 1992 | Północny Pittshurgh                         | Gus                                          |
| 1992 | Home Movie                                  | Barman                                       |
| 1992 | Cafe Romeo                                  | Marco                                        |
| 1993 | Alive, dramat w Andach                      | Daniel Fernandez                             |
| 1993 | Morderczy przyjaciel                        | Detektyw Bendetti                            |
| 1994 | Motycycle Gang                              | Jake                                         |
| 1995 | Siedem                                      | Oficer Davis                                 |
| 1995 | Mężczyzna ze snów                           | George Mancuso                               |
| 1995 | For a Few Lousy Dollars                     | Mężczyzna                                    |
| 1995 | Point Dume                                  | –                                            |
| 1996 | Biały tygrys                                | Detektyw Bobby Watt                          |
| 1996 | Kobiece perswazje                           | Pracownik na stacji paliw                    |
| 1997 | Gra                                         | Mężczyzna na lotnisku                        |
| 1998 | Włamywacze                                  | Ray                                          |
| 1998 | Halloween – 20 lat później                  | Gliniarz                                     |
| 2000 | Dorwać Cartera                              | Thorpey                                      |
| 2000 | Wybuchowa rodzinka                          | Jerry                                        |
| 2004 | Kobieta-Kot                                 | Grafolog                                     |
| 2004 | 10.5 w skali Richtera                       | Sean Morris, asystent Hollistera             |
| 2005 | Teoria miłości                              | Oficer Adamson                               |
| 2005 | Teoria chaosu                               | Detektyw Bernie Callo                        |
| 2005 | Połamania nóg!                              | Max Matteo                                   |
| 2005 | Złodzieje z klasą                           | Sammy Nalo                                   |
| 2006 | 10,5: Apokalipska                           | Sean Morris, doradca prezydenta              |
| 2006 | Love and Other Dilemmas                     | Bart Ladro                                   |
| 2006 | Ostatnie dni planety Ziemia                 | Jake Roth                                    |
| 2008 | Brygada                                     | Travalino                                    |
| 2010 | Traveler                                    | Deputowany Jack Hawkins                      |
| 2010 | Zasłona dymna                               | Sam                                          |
| 2010 | Guido Superstar                             | Pan Blanco                                   |
| 2010 | Powtórzenia                                 | Porucznik Howard                             |
| 2011 | Obsesja                                     | Detektyw Curtis                              |
| 2011 | Hamlet                                      | Lokaj                                        |
| 2012 | Kronika opętania                            | Adwokat Stephanie                            |
| 2012 | Hit 'n Strum                                | Prezenter radiowy                            |
| 2012 | Crimes of Mike Recket                       | Terry                                        |
| 2013 | Three Days in Havana                        | Francis Libby                                |
| 2013 | Leap 4 Your Life                            | John                                         |
| 2013 | Na zakręcie losu                            | Detektyw Frank Davis                         |
| 2013 | The Dick Knost Show                         | David                                        |
| 2013 | Krwawy spektakl                             | Wallance River/ David McWilliams             |
| 2014 | Album ze zdjęciami                          | Vito Marino                                  |
| 2014 | Uśpiona zbrodnia                            | Bob Lesser                                   |
| 2015 | Reluctant Witness                           | Agent Troy Rolands                           |
| 2016 | Chcę wiedzieć                               | Issac Nolan                                  |
| 2016 | Signed, Sealed, Delivered: Lost Without You | Kierownik                                    |
| 2016 | Love by Chance                              | Marco                                        |
| 2017 | Lot z przygodami                            | Chuck                                        |
| 2018 | Velvet                                      | Szef porno biznesu                           |
| 2019 | O psie, który wrócił do domu                | Chcuk                                        |
| 2019 | True Fiction                                | Cel                                          |